# Dig allena vare ära
Dig allena vare ära är en psalm med text som skrevs 1798 av Samuel Ödmann. 
Musiken (F-dur, 4/4) är komponerad av Gustaf Düben (1674) och används även för psalmerna Jesus är min vän den bäste och Livets Ande, kom från ovan. 

## Publicerad i
- 1819 års psalmbok som nr 8 med fem verser, under rubriken "Guds väsende och egenskaper: Allmakt".
- Nya Pilgrimssånger 1892 som nr 6 under rubriken "Gud. Försynen.".
- Svenska Missionsförbundets sångbok 1920 som nr 14 under rubriken "Gud. Psalmerna"
- Barnatoner 1922 som nr 2 med tre verser under rubriken "Guds härlighet"
- 1937 års psalmbok som nr 17 med två verser, under rubriken "Guds lov".
- Sånger och psalmer 1951 som nr 14, med verserna 1-2 och 5.